# Иоанн Валаамский
Схиигумен Иоанн или Иоанн Валаамский (в миру Иван Алексеевич Алексеев 14 [26] февраля 1873 или 1873, Губка, Тверская губерния — 5 июня 1958 или 1958, Ново-Валаамский монастырь, Миккели) — священнослужитель Финляндской архиепископии Константинопольского патриархата, схиигумен, насельник Ново-Валаамского монастыря.
В апреле 2019 года канонизирован Финляндской архиепископией в лике преподобных, что было утверждено Синодом Константинопольской православной церкви.
В Севеттиярви, а также на острове Хайлуото (близ Оулу) были освящены православные часовни в честь новопрославленного святого.